# Feldjägerkorps
El Feldjägerkorps fue una organización de la policía militar en la Wehrmacht alemana durante la Segunda Guerra Mundial. Se formó el 27 de noviembre de 1943 a partir de distinguidos veteranos y personal del Servicio de Patrullas. Este cuerpo se formó en tres Comandos Feldjäger (I, II y III), que informaron directamente al Mariscal de Campo Keitel, y era superior a todas las demás organizaciones de la policía militar.
Esto se dividió en 30 patrullas (Streifen), que estaban ubicadas 19 kilómetros detrás de las líneas del frente. Estas patrullas podían ser implacables en sus formas de aplicar justicia, que incluía ejecuciones sumarias. Fueron apoyados por un Streifkorps (Cuerpos de Patrulla), organizado en secciones de un oficial superior no comisionado y 9 miembros del personal alistado.

## Historia
Para 1943, la Segunda Guerra Mundial se estaba volviendo contra Alemania y la moral entre las tropas de primera línea estaba cayendo. Hasta este momento, se había confiado en la Feldgendarmerie y en la Geheime Feldpolizei para tratar de frenar la deserción y mantener la disciplina, sin embargo, estos hombres también tenían otros deberes y la situación estaba fuera de control. En noviembre de 1943, se creó una nueva formación: el Feldjägerkorps. Para ser elegible para el servicio, los soldados tenían que tener un mínimo de 3 años de experiencia en el combate de primera línea y haber obtenido la Cruz de Hierro de 2.ª clase.

## Organización
El Feldjägerkorps consistió en 3 Feldjägerkommando:
- Feldjägerkommando I, formado en Königsberg. Fue comandado por el General der Flieger Ernst Müller.
- Feldjägerkommando II, formado en Breslau. Sus comandantes fueron el General der Panzertruppe Werner Kempf, el General der Infantrie Karl von Oven y el General der Artillerie Willi Moser.
- Feldjägerkommando III, formado en Viena. Sus comandantes eran el General der Infantrie Hans-Karl von Scheele, el General der Infantrie Martin Grase y el General der Flieger Hans Speidel.

Los Feldjägerkommando I y II vieron acción en el frente oriental, mientras que el Feldjägerkommando III vio acción en el frente occidental.
Cada Feldjägerkommandeur originalmente controlaba un Feldjägerabteilung (batallón), y desde el 24 de abril de 1944, un regimiento). El batallón Fj constaba de cinco compañías motorizadas, cada una de 30 oficiales y 90 oficiales no comisionados. El Feldjägerregiment contenía cinco Feldjägerabteilungen, cada uno de los cuales contenía tres Kompanies, de unos 50 hombres.
La unidad básica era la Streife (patrulla) que estaba formada por cualquier lugar entre 1 Feldjäger y 3 Feldjäger y un oficial.
Cada Abteilung tenía el mando de un "Fliegendes Standgericht" (corte marcial), que estaba compuesto por tres jueces. El liderazgo de un regimiento consistía en un "Chefrichter" (juez principal) junto al Kommandeur (comandante). El Feldjägerregiment podría albergar a todas las unidades de la policía militar o civil o Ordnungstruppen (tropas de regulación), por ejemplo, el Feldjägerregiment III tenía autoridad desde marzo hasta abril de 1945 sobre la "Auffangorganisation der Luftwaffe" en el frente occidental.

## Misión
La autoridad del Feldjägerkorps vino directamente del Alto Mando del Ejército Alemán, y como tal, incluso el soldado de menor rango en teoría tenía más poder que los oficiales del ejército. El oficial al mando de un Feldjägerkommando tenía el mismo nivel de autoridad que un comandante del Ejército con autoridad para castigar a cualquier soldado de cualquier rama del servicio (incluidas las Waffen-SS).
El Feldjägerkorps operó en paralelo a la línea del frente y aproximadamente de 19 a 24 kilómetros por detrás. Sus deberes básicos eran:
- Mantener el orden y la disciplina.
- Evitar retiradas en desbandada.
- Reunir a los rezagados y juntarlos en los puntos de encuentro, donde podían ser reunidos en unidades ad hoc.
- Verificar que los soldados viajen y/o dejen permisos en los puntos de embarque.
- Reunir a los desertores y devolverlos a sus unidades, entregarlos a la Feldgendarmerie o la Geheime Feldpolizei o emite un castigo ellos mismos.
- Reunir prisioneros de guerra y entregarlos a las autoridades correspondientes.

También podían emplearse en la misma capacidad que la Feldgendarmerie.
Después de la rendición de Alemania, el Feldjägerkommando permaneció armado y a disposición del Ejército de los EE. UU. para mantener la disciplina entre los poderes sociales alemanes. El Feldjägerkommando finalmente y formalmente entregó sus armas a los Aliados el 23 de junio de 1946.

## Uniforme
El Feldjäger llevaba un uniforme de infantería del ejército alemán con una Waffenfarbe blanca. Los únicos elementos que lo identificaban eran el gorjal y el brazalete rojo en el puño inferior izquierdo, con las letras negras en negrita: 

## Otras unidades deFeldjäger
El SA-Feldjägerkorps: en octubre de 1933, Hermann Göring estableció un grupo policial complementario para su uso dentro del Estado de Prusia. Este grupo también tenía la intención de tener responsabilidades en ciudades seleccionadas dentro de la Gran Alemania. La unidad estaba formada por antiguos miembros de la polizei y voluntarios reclutados de las unidades existentes de los Sturmabteilung (SA) y las Schutzstaffel (SS). En ese momento de su historia, los líderes del Partido Nazi pretendían usar las brigadas de la policía para protegerse y para ganar poder sobre otros grupos políticos. Gran parte de la intención de organizar estas unidades de policía era reunir a grupos de hombres que tenían entrenamiento militar y conocimientos derivados de su experiencia en la Primera Guerra Mundial. Designada como Policía de Campo SA (SA-Feldjägerkorps), esta formación se organizó en ocho batallones de aproximadamente 195 hombres, cada uno de los cuales fue asignado a una ciudad o distrito específico con su sede en Berlín. A los miembros de la SA-Feldjägerkorps se les permitió reincorporarse o transferirse a las SS después de completar su servicio con la unidad. El 1 de abril de 1935, la SA-Feldjägerkorps se incorporó a la “Schutzpolizei” prusiana más grande y ya no estaba bajo el control de las SA o las autoridades relacionadas. Con el tiempo, muchas unidades policiales más pequeñas se organizaron o se agruparon con el fin de expandir el control.